# Gewerkschaften in Luxemburg
Die erste luxemburgische Gewerkschaft war die Fédération luxembourgeoise des travailleurs du livre (FLTL). Sie wurde am 31. Juli 1864 vom Schriftsteller Peter Klein gegründet.
Im Vergleich zu anderen Ländern entstanden in Luxemburg Arbeiterbewegungen erst relativ spät. Dies lässt sich damit erklären, dass die am schlechtesten bezahlten Jobs im Stahl- und Bergbausektor von ausländischen Arbeitern, insbesondere Italienern, ausgeübt wurden, die die niedrigen Löhne akzeptierten.

## Entstehungsgeschichte
- Im September 1916 wurden die ersten Gewerkschaften gegründet, der Luxemburger Berg- und Hüttenarbeiterverband (LBHAV) in Esch und der Luxemburger Metallarbeiterverband (LMAV).
- Ein am 30. Mai 1917durchgeführte organisierte Massenstreik gegen den Kaufkraftverfall und für die Anerkennung der Gewerkschaften fand bei den deutschen Arbeitgebern keinen Anklang. Obwohl dieser Streik keinen Erfolg hatte, wurden dennoch Demonstrationen organisiert. Der Historiker Denis Scuto zählt zwischen März 1919 und Januar 1921 nicht weniger als 29 Arbeitersiedlungen. Aufgrund weiterer Unruhen kam es zu einer Umstrukturierung der luxemburgischen Gewerkschaftsszene.
- Die beiden Stahlarbeitergewerkschaften schlossen sich 1920 zum Luxemburger_Berg-_und_Metallindustriearbeiter-Verband (LBMIAV) zusammen.
- Am 2. Januar 1921 trennte sich die Kommunistische Partei von der Arbeiterpartei und gründete eine mit der FLA eine eigene Gewerkschaft.
- Am 23. Januar 1921 wurde der Luxemburger Christliche Gewerkschaftsbund (LCGB) von katholischen Arbeitern gegründet. Seitdem ist die luxemburgische Gewerkschaftsszene ideologisch gespalten.

## Gewerkschaften in der unmittelbaren Nachkriegszeit
Wie in anderen europäischen Ländern führte der Mangel an Nahrungsmitteln und Rohstoffen dazu, dass der gesellschaftliche Zusammenhalt auf eine harte Probe gestellt wurde und viele Menschen aus zivilgesellschaftlichen Gewerkschaftsorganisationen austraten. Für soziale Bewegungen war es einerseits eine schwierige Situation, die aber zugleich auch eine Chance für einen Neuanfang ermöglichte.
Die Arbeiterbewegungen der Nachkriegszeit waren vor allem durch die Exiljahre ihrer Mitglieder während des Krieges geprägt.
Nennenswert ist Pierre Krier, der vor dem Krieg der erste gewerkschaftliche Arbeitsminister war und als Vorsitzender der Luxemburger Arbeitervereinigung (LAV) auch in der unmittelbaren Nachkriegszeit auf politischer und sozialer Ebene eine zentrale Rolle spielte.
Die LAV entwickelte sich nach dem Krieg aus der LBMIAV.
Was die Arbeiterbewegung betraf, war der Plan einer Einheitsgewerkschaft nach dem Krieg nicht von langer Dauer. Aus dem christlich geprägten Umfeld kam der Wunsch, weiterhin eine christliche Union zu haben, und die Verhandlungen über eine Einheitsunion zwischen der LAV und der FLA wurden im August 1945 abgebrochen. Die beiden größten Gewerkschaften waren seitdem die LAV und der LCGB.
Am 1. Januar 1979 geht aus der LAV der OGB-L hervor.

## Gewerkschaften in Luxemburg
| Gewerkschaft  | Gewerkschaft                                                                                       | Mitglieder | Gründung   | Schwerpunktbranche       |
| ACEN          | Association des chargés de l’enseignement national                                                 |            | 18.06.2014 | Erziehung & Wissenschaft |
| ALEBA         | Association Luxembourgeoise des Employés de Banque et d’Assurances a.s.b.l.                        | 10.000     |            | Bank, Versicherung       |
| APESS         | Association des professeurs de l’enseignement secondaire et supérieur du Grand-Duché de Luxembourg |            | 14.11.1905 | Erziehung & Wissenschaft |
| CGFP          | Confédération Générale de la Fonction Publique                                                     |            | 1909       | Staatsbedienstete        |
| FCPT-Syprolux | Fédération chrétienne du personnel des transports                                                  |            | 1922       | Transportwesen           |
| FGFC          | Fédération générale de la fonction communale                                                       |            | 1912       | Gemeindewesen            |
| FieDEL        | Fédération indépendante des employés DEXIA Luxembourg                                              |            |            | Bank, Versicherung       |
| LCGB          | Lëtzebuerger Chrëschtleche Gewerkschaftsbond                                                       | 39.000     | 23.12.1921 | alle                     |
| NGL-SNEP      | Neutrale Gewerkschaft Lëtzebuerg / Syndicat neutre des employés privés                             |            | 1946       | Handwerk                 |
| OGB-L         | Onofhängege Gewerkschaftsbond Lëtzebuerg                                                           | 75.000     | 1946       | alle                     |
| SNE/CGFP      | Syndicat national des enseignants                                                                  |            |            | Erziehung & Wissenschaft |
| SPAL          | Syndicat professionnel de l’armée luxembourgeoise                                                  |            | 02.03.1953 | Militär                  |
| SNGPL-SPFP    | Syndicat national des la police grand-ducale/ Syndicat professionnel de la force publique          |            | 1909       | Polizei                  |